# ヴィルギリユス・ノレイカ
ヴィルギリユス・ケーストゥティス・ノレイカ（Virgilijus Kęstutis Noreika、1935年9月22日 - 2018年3月3日）は、リトアニアのオペラ歌手（テノール）。妻はバレリーナのロレタ・バルトゥセヴィチューテ。

## 経歴
1935年、シャウレイ生まれ。1945年に両親とともにヴィリニュスに移住。1958年、リトアニア国立音楽学校を卒業。学生時代からリトアニア・オペラ・バレエ劇場で演じていた。ノレイカは1959年、自身が最も気に入っているジュゼッペ・ヴェルディの『椿姫』で演じた。1965年、ミラノのスカラ座で演じた。ジャコモ・プッチーニの『蝶々夫人』においてピンカートンを演じた。海外でも公演を行っており、ブルガリア、ルーマニア、チェコ、ポーランド、スロヴァキア、ハンガリー、フランス、オーストリア、デンマーク、フィンランド、スウェーデン、アメリカ、カナダ、チリ、ペルー、アルゼンチン、ベネズエラ、日本を訪れた。
1971年よりソ連共産党員、1973年からはリトアニアSSR最高会議議員。2000年、キリスト教民主連合より国会議員選挙に出馬。2003年、自由民主党より国会議員選挙に出馬。
ノレイカは引退後、リトアニア音楽演劇アカデミーで教授を務めた。
2018年3月3日、病のために死去した。82歳没。